# Carnival Corporation & plc
De Carnival Corporaton & plc is een internationaal bedrijf dat cruisevakanties verzorgt, verkoopt en organiseert.

## Activiteiten
Het bedrijf is de grootste cruiseorganisator ter wereld, het heeft een wereldmarktaandeel van zo'n 45% van alle passagiers die een cruise maakten in 2019. Nummer twee op de ranglijst van grootste cruiserederijen is Royal Caribbean Cruises Ltd. Op 30 november 2019 had Carnival 104 schepen in de vaart, met in totaal 248.000 bedden. Het had 17 schepen in bestelling waarvan de laatste in 2025 geleverd zal worden. In 2019 telde het bijna 13 miljoen passagiers, waarvan iets meer dan de helft afkomstig was uit de Verenigde Staten en Canada. Het bedrijf is een multinational met zetels in Amerika, Groot-Brittannië en Panama. Het bedrijf heeft zowel schepen in eigendom of beheert deze via een leaseovereenkomst voor langere tijd.
De Carnival Corporation & plc is aanwezig op verschillende beurzen. Het bedrijf is een duaal-gevestigd bedrijf. De aandelen worden verhandeld aan de New York Stock Exchange onder de codes: "CCL" (publiekelijk) & "CUK" (gesloten), en aan de London Stock Exchange onder de code "CCL".
Het bedrijf heeft een gebroken boekjaar dat stopt per 30 november.

### Merknamen
Carnival beheert verschillende merknamen die bijna allemaal zijn aangekocht. De merknamen zijn:
- Carnival Cruise Lines
- Princess Cruises
- Holland America Line
- P&O Cruises Australia
- Seabourn Cruise line
- AIDA Cruises
- Costa Crociere
- P&O Cruises
- Cunard Line

## Geschiedenis
De Carnival Corporation heeft een relatief jonge geschiedenis. Het bedrijf werd opgericht in 1972 onder de naam Carnival Cruise Lines, door de tycoon Ted Arison. De Carnival Cruise Lines werd in een rap tempo een van 's werelds populairste cruise lines. In 1987 ging het bedrijf naar de aandelenbeurs. Zo'n 20% van de aandelen van het bedrijf werden uitgegeven waardoor het kapitaal toenam en overnames mogelijk maakte.
In 1989 werd Holland-Amerika Lijn als eerste aangekocht. In 1992 kocht het een aandelenbelang van 25% in Seabourn Cruise Lines, maar dit steeg naar 50% in 1996 en in 1999 waren alle aandelen in handen. In 1993 werd Carnival Cruise Lines hernoemd naar Carnival Corporation. De Carnival Cruise Lines bleef bestaan, en werd een dochtermaatschappij. Hierdoor ontstond een holding die zelf geen cruise line is, maar merknamen beheert. In 1997 nam het een belang van 50% in Costa Crociere en drie jaar later werd het de enige eigenaar. 
In 1998 kreeg het 68% van de aandelen in handen van de Cunard Line maar een jaar later kocht het de resterende 32%. 
Tijdens de coronapandemie kreeg het bedrijf te kampen met een aanzienlijke daling van het aantal passagiers met een navenante daling van de resultaten tot gevolg. In het laatste pre-coronajaar was de omzet bijna US$ 21 miljard en werd een nettowinst gerealiseerd van US$ 3,0 miljard. In 2020 kelderde de omzet tot onder de zes miljard dollar en in 2021 resteerde nog een omzet van minder dan twee miljard dollar. In 2022 was sprake van een herstel en verzesvoudigde de omzet. In de drie jaren van 2020 tot en met 2022 leed het bedrijf een cumulatief verlies van bijna 26 miljard dollar. De financieel moeilijke periode werd overbrugd door in de kosten te snijden, cruiseschepen te verkopen, overheidssubsidies en vijf emissies die het gemiddeld aantal uitstaande aandelen met 70% deed verhogen ten opzichte van 2019.